# Peucaea botterii
Peucaea botterii là một loài chim trong họ Emberizidae.